# Wereldbeker veldrijden 2015-2016
De wereldbeker veldrijden 2015-2016 was het 23e seizoen van deze wedstrijdenserie in het veldrijden. De competitie ging van start op 16 september 2015 en eindigde op 24 januari 2016. De wereldbeker telde zeven veldritten, waaronder drie in België en twee in Nederland. Het was de eerste keer dat de wereldbeker werd uitgezonden op Play Sports van Telenet, dat de rechten overnam van Sporza. De wedstrijden werden wel gratis uitgezonden voor alle Telenet-klanten en de twee Vlaamse wedstrijden (Koksijde en Heusden-Zolder) werden uitgezonden op Sporza, zodat iedereen de wedstrijden kon bekijken. Van de andere vijf wedstrijden was er een samenvatting te zien op Sporza. Telenet werd meteen ook hoofdsponsor van de Telenet UCI World Cup.
De Belg Wout van Aert won de eerste race en werd daarna nog vijf keer tweede, wat goed genoeg was voor de zege in het klassement. Nederlander Mathieu van der Poel miste de eerste twee races, maar won de laatste vier.
De wereldbeker bestond uit de volgende categorieën:
- Mannen elite: 23 jaar en ouder
- Vrouwen elite: 17 jaar en ouder
- Mannen beloften: 19 t/m 22 jaar
- Jongens junioren: 17 t/m 18 jaar

## Mannen elite

### Kalender en podia
| Datum      | Locatie                                          | Eerste               | Tweede        | Derde                  | Leider in het klassement |
| ---------- | ------------------------------------------------ | -------------------- | ------------- | ---------------------- | ------------------------ |
| 16/09/2015 | Cross Vegas, Las Vegas                           | Wout van Aert        | Sven Nys      | Michael Vanthourenhout | Wout van Aert            |
| 18/10/2015 | Cauberg Cyclocross, Valkenburg aan de Geul       | Lars van der Haar    | Wout van Aert | Sven Nys               | Wout van Aert            |
| 22/11/2015 | Duinencross, Koksijde                            | Sven Nys             | Wout van Aert | Mathieu van der Poel   | Wout van Aert            |
| 20/12/2015 | Citadelcross, Namen                              | Mathieu van der Poel | Wout van Aert | Kevin Pauwels          | Wout van Aert            |
| 26/12/2015 | GP Eric De Vlaeminck, Heusden-Zolder             | Mathieu van der Poel | Kevin Pauwels | Lars van der Haar      | Wout van Aert            |
| 17/01/2016 | Cyclocross Lignières-en-Berry, Lignièrs-en-Berry | Mathieu van der Poel | Wout van Aert | Lars van der Haar      | Wout van Aert            |
| 24/01/2016 | GP Adrie van der Poel, Hoogerheide               | Mathieu van der Poel | Wout van Aert | Kevin Pauwels          | Wout van Aert            |

### Eindklassement
Na 7 wereldbeker wedstrijden (Cross Vegas, Cauberg Cyclocross, Duinencross, Citaldelcross, GP Eric de Vlaeminck, Cyclocross Lignières-en-Berry en GP Adrie van der Poel) was dit de eindstand in het klassement:
| Pos. | Renner                 | Team                          | VEG | VAL | KOK | NAM | HEU | LIG | HOO | Punten |
| ---- | ---------------------- | ----------------------------- | --- | --- | --- | --- | --- | --- | --- | ------ |
| 1    | Wout van Aert          | Vastgoedservice-Golden Palace | 1   | 2   | 2   | 2   | 8   | 2   | 2   | 476    |
| 2    | Lars van der Haar      | Giant-Alpecin                 | 4   | 1   | 4   | 5   | 3   | 3   | 7   | 433    |
| 3    | Kevin Pauwels          | Sunweb-Napoleon Games         | 5   | 4   | 8   | 3   | 2   | 4   | 3   | 421    |
| 4    | Sven Nys               | Crelan-AA Drink               | 2   | 3   | 1   | 8   | 10  | 7   | 13  | 389    |
| 5    | Mathieu van der Poel   | BKCP-Corendon                 | –   | –   | 3   | 1   | 1   | 1   | 1   | 385    |
| 6    | Laurens Sweeck         | ERA Real Estate-Murprotec     | 7   | 10  | 5   | 13  | 13  | 6   | 4   | 331    |
| 7    | Tom Meeusen            | Telenet-Fidea                 | 23  | 15  | 6   | 14  | 4   | 5   | 5   | 321    |
| 8    | Toon Aerts             | Telenet-Fidea                 | –   | 17  | 7   | 6   | 11  | 11  | 6   | 284    |
| 9    | Klaas Vantornout       | Telenet-Fidea                 | 13  | –   | 13  | 4   | 5   | 16  | 12  | 265    |
| 10   | Gianni Vermeersch      | Sunweb-Napoleon Games         | 10  | 25  | 21  | 19  | 14  | 8   | 8   | 259    |
| 11   | Tim Merlier            | Vastgoedservice-Golden Palace | 46  | 25  | 12  | 12  | 7   | 12  | 10  | 252    |
| 12   | Corné van Kessel       | Telenet-Fidea                 | 9   | 7   | 9   | –   | 9   | 13  | 18  | 251    |
| 13   | Thijs van Amerongen    | Telenet-Fidea                 | 21  | 14  | 11  | 10  | 32  | 22  | 17  | 231    |
| 14   | Michael Vanthourenhout | Sunweb-Napoleon Games         | 3   | 6   | DNF | –   | 18  | 10  | 11  | 230    |
| 15   | Julien Taramarcaz      | ERA Real Estate-Murprotec     | 11  | 5   | 10  | 9   | 21  | 35  | –   | 227    |

## Vrouwen elite

### Kalender en podia
| Datum      | Locatie                                          | Eerste         | Tweede            | Derde             | Leidster in het klassement |
| ---------- | ------------------------------------------------ | -------------- | ----------------- | ----------------- | -------------------------- |
| 16/09/2015 | Cross Vegas, Las Vegas                           | Katerina Nash  | Eva Lechner       | Sanne Cant        | Katerina Nash              |
| 18/10/2015 | Cauberg Cyclocross, Valkenburg aan de Geul       | Eva Lechner    | Kaitlin Antonneau | Pavla Havlíková   | Eva Lechner                |
| 22/11/2015 | Duinencross, Koksijde                            | Sanne Cant     | Nikki Harris      | Katherine Compton | Sanne Cant                 |
| 20/12/2015 | Citadelcross, Namen                              | Nikki Harris   | Caroline Mani     | Eva Lechner       | Eva Lechner                |
| 26/12/2015 | GP Eric De Vlaeminck, Heusden-Zolder             | Sanne Cant     | Katherine Compton | Ellen Van Loy     | Sanne Cant                 |
| 17/01/2016 | Cyclocross Lignières-en-Berry, Lignièrs-en-Berry | Sanne Cant     | Ellen Van Loy     | Eva Lechner       | Sanne Cant                 |
| 24/01/2016 | GP Adrie van der Poel, Hoogerheide               | Sophie de Boer | Thalita de Jong   | Nikki Harris      | Sanne Cant                 |

### Eindklassement
Na 7 wereldbeker wedstrijden (Cross Vegas, Cauberg Cyclocross, Duinencross, Citaldelcross, GP Eric de Vlaeminck, Cyclocross Lignières-en-Berry en GP Adrie van der Poel) was dit de eindstand in het klassement:
| Pos. | Renster            | Team | VEG | VAL | KOK | NAM | HEU | LIG | HOO | Punten |
| ---- | ------------------ | ---- | --- | --- | --- | --- | --- | --- | --- | ------ |
| 1    | Sanne Cant         |      | 3   | 4   | 1   | 14  | 1   | 1   | 5   | 317    |
| 2    | Eva Lechner        |      | 2   | 1   | 9   | 3   | 8   | 3   | 8   | 276    |
| 3    | Nikki Brammeier    |      | –   | 6   | 2   | 1   | 10  | 10  | 3   | 229    |
| 4    | Ellen Van Loy      |      | 12  | 7   | 7   | 5   | 3   | 2   | 11  | 225    |
| 5    | Katie Compton      |      | 11  | 12  | 3   | 4   | 2   | 32  | 12  | 193    |
| 6    | Sophie de Boer     |      | 25  | –   | 5   | 6   | 9   | 6   | 1   | 185    |
| 7    | Caroline Mani      |      | 15  | –   | –   | 2   | 5   | 4   | 4   | 181    |
| 8    | Pavla Havlikova    |      | –   | 3   | 4   | 11  | 6   | 8   | 16  | 176    |
| 9    | Helen Wyman        |      | 14  | 8   | 6   | 8   | 12  | 7   | 7   | 174    |
| 10   | Kaitlin Antonneau  |      | 16  | 2   | –   | 9   | 18  | 5   | 14  | 154    |
| 11   | Sanne van Paassen  |      | 6   | 10  | 11  | 15  | 11  | –   | 17  | 122    |
| 12   | Jolien Verschueren |      | –   | 9   | 16  | 7   | 16  | –   | 6   | 112    |
| 13   | Loes Sels          |      | 20  | 15  | 8   | 20  | 14  | 21  | 13  | 109    |
| 14   | Thalita de Jong    |      | –   | –   | –   | 13  | 4   | –   | 2   | 108    |
| 15   | Maud Kaptheijns    |      | –   | 14  | 12  | 10  | 15  | 16  | 18  | 102    |

## Mannen beloften

### Kalender en podia
| Datum      | Locatie                                          | Eerste            | Tweede           | Derde             | Leider in het klassement |
| ---------- | ------------------------------------------------ | ----------------- | ---------------- | ----------------- | ------------------------ |
| 18/10/2015 | Cauberg Cyclocross, Valkenburg aan de Geul       | Gioele Bertolini  | Eli Iserbyt      | Clément Russo     | Gioele Bertolini         |
| 22/11/2015 | Duinencross, Koksijde                            | Eli Iserbyt       | Daan Hoeyberghs  | Daan Soete        | Eli Iserbyt              |
| 20/12/2015 | Citadelcross, Namen                              | Eli Iserbyt       | Gioele Bertolini | Quinten Hermans   | Eli Iserbyt              |
| 26/12/2015 | GP Eric De Vlaeminck, Heusden-Zolder             | Joris Nieuwenhuis | Daan Hoeyberghs  | Adam Toupalik     | Eli Iserbyt              |
| 17/01/2016 | Cyclocross Lignières-en-Berry, Lignièrs-en-Berry | Eli Iserbyt       | Quinten Hermans  | Joris Nieuwenhuis | Eli Iserbyt              |
| 24/01/2016 | GP Adrie van der Poel, Hoogerheide               | Quinten Hermans   | Eli Iserbyt      | Clément Russo     | Eli Iserbyt              |

### Eindklassement
| Pos. | Renner            | Punten |
| ---- | ----------------- | ------ |
| 1    | Eli Iserbyt       | 230    |
| 2    | Quinten Hermans   | 195    |
| 3    | Joris Nieuwenhuis | 170    |
| 4    | Daan Hoeyberghs   | 170    |
| -    | Clément Russo     | 170    |
| 6    | Gioele Bertolini  | 162    |
| 7    | Daan Soete        | 150    |
| 8    | Adam Toupalik     | 109    |
| 9    | Yannick Peeters   | 109    |
| 10   | Martijn Budding   | 90     |

NB: Alleen de 4 beste resultaten van elke renner worden in aanmerking genomen voor het eindklassement van de wereldbeker (zie tussen haakjes de resultaten die niet zijn meegerekend voor het eindklassement).

## Jongens junioren

### Kalender en podia
| Datum      | Locatie                                          | Eerste        | Tweede         | Derde           | Leider in het klassement  |
| ---------- | ------------------------------------------------ | ------------- | -------------- | --------------- | ------------------------- |
| 18/10/2015 | Cauberg Cyclocross, Valkenburg aan de Geul       | Jappe Jaspers | Jens Dekker    | Seppe Rombouts  | Jappe Jaspers             |
| 22/11/2015 | Duinencross, Koksijde                            | Jens Dekker   | Jappe Jaspers  | Mitch Groot     | Jappe Jaspers Jens Dekker |
| 20/12/2015 | Citadelcross, Namen                              | Jappe Jaspers | Jens Dekker    | Tanguy Turgis   | Jens Dekker               |
| 26/12/2015 | GP Eric De Vlaeminck, Heusden-Zolder             | Thomas Bonnet | Jappe Jaspers  | Tanguy Turgis   | Jappe Jaspers             |
| 17/01/2016 | Cyclocross Lignières-en-Berry, Lignièrs-en-Berry | Mitch Groot   | Jakob Dorigoni | Mickaël Crispin | Jappe Jaspers             |
| 24/01/2016 | GP Adrie van der Poel, Hoogerheide               | Jens Dekker   | Tom Pidcock    | Thijs Wolsink   | Jens Dekker               |

### Eindklassement
| Pos. | Renner          | Punten |
| ---- | --------------- | ------ |
| 1    | Jens Dekker     | 220    |
| 2    | Jappe Jaspers   | 220    |
| 3    | Tanguy Turgis   | 170    |
| 4    | Mitch Groot     | 164    |
| 5    | Mickaël Crispin | 146    |
| 6    | Seppe Rombouts  | 130    |
| 7    | Thijs Wolsink   | 127    |
| 8    | Thomas Bonnet   | 126    |
| 9    | Jakob Dorigoni  | 123    |
| 10   | Gage Hecht      | 115    |

NB: Alleen de 4 beste resultaten van elke renner worden in aanmerking genomen voor het eindklassement van de wereldbeker (zie tussen haakjes de resultaten die niet zijn meegerekend voor het eindklassement).

## Prijzengeld
In onderstaande tabel volgt de verdeling van het prijzengeld per categorie.
| Pos.   | Per cross    | Per cross     | Per cross  | Per cross       | Algemeen klassement | Algemeen klassement |
| Pos.   | Mannen elite | Vrouwen elite | Mannen U23 | Mannen junioren | Mannen elite        | Vrouwen elite       |
| ------ | ------------ | ------------- | ---------- | --------------- | ------------------- | ------------------- |
| 1.     | € 5.000      | € 1.000       | € 175      | € 150           | € 30.000            | € 12.000            |
| 2.     | € 3.500      | € 650         | € 120      | € 100           | € 20.000            | € 8.000             |
| 3.     | € 3.000      | € 550         | € 90       | € 70            | € 16.000            | € 6.000             |
| 4.     | € 2.700      | € 430         | € 70       | € 60            | € 14.000            | € 4.500             |
| 5.     | € 2.500      | € 410         | € 60       | € 50            | € 12.000            | € 3.000             |
| 6.     | € 2.000      | € 390         | € 50       | € 50            | € 10.000            | € 2.000             |
| 7.     | € 1.800      | € 370         | € 50       | € 50            | € 9.000             | € 1.500             |
| 8.     | € 1.600      | € 350         | € 50       | € 40            | € 8.000             | € 1.250             |
| 9.     | € 1.400      | € 350         | € 50       | € 40            | € 7.000             | € 1.000             |
| 10.    | € 1.200      | € 350         | € 50       | € 40            | € 6.000             | € 750               |
| 11.    | € 1.000      | € 220         | € 30       | € 30            | € 5.000             | –                   |
| 12.    | € 900        | € 220         | € 30       | € 30            | € 4.000             | –                   |
| 13.    | € 850        | € 220         | € 30       | € 30            | € 3.000             | –                   |
| 14.    | € 800        | € 220         | € 30       | € 30            | € 3.000             | –                   |
| 15.    | € 750        | € 220         | € 30       | € 30            | € 2.000             | –                   |
| 16.    | € 700        | € 190         | € 20       | –               | € 2.000             | –                   |
| 17.    | € 650        | € 190         | € 20       | –               | € 1.000             | –                   |
| 18.    | € 600        | € 190         | € 20       | –               | € 1.000             | –                   |
| 19.    | € 550        | € 190         | € 20       | –               | € 1.000             | –                   |
| 20.    | € 500        | € 190         | € 20       | –               | € 1.000             | –                   |
| 21.    | € 450        | € 100         | –          | –               | € 800               | –                   |
| 22.    | € 450        | € 100         | –          | –               | € 700               | –                   |
| 23.    | € 450        | € 100         | –          | –               | € 600               | –                   |
| 24.    | € 450        | € 100         | –          | –               | € 500               | –                   |
| 25.    | € 450        | € 100         | –          | –               | € 400               | –                   |
| 26-30  | € 450        | –             | –          | –               | –                   | –                   |
| 31-50  | € 300        | –             | –          | –               | –                   | –                   |
| Totaal | € 42.500     | € 7.400       | € 1.015    | € 800           | € 160.000           | € 40.000            |

 Cross Vegas · 
 Cauberg Cyclocross · 
 Duinencross · 
 Citadelcross · 
 GP Eric De Vlaeminck · 
 Lignières-en-Berry Cyclo-cross · 
 GP Adrie van der Poel
Kampioenschappen:  Wereldkampioenschappen · 
 Europese kampioenschappen · 
 Belgische kampioenschappen · 
 Nederlandse kampioenschappen
Klassementen:  Wereldbeker · 
 Superprestige · 
 Bpost bank trofee · 
 EKZ CrossTour · 
 TOI TOI Cup · 
 Coupe de France
 National Trophy Series · 
 Giro d'Italia Ciclocross
Overig:  Soudal Classics
1993-1994 · 1994-1995 · 1995-1996 · 1996-1997 · 1997-1998 · 1998-1999 · 1999-2000 · 2000-2001 · 2001-2002 · 2002-2003 · 2003-2004 · 2004-2005 · 2005-2006 · 2006-2007 · 2007-2008 · 2008-2009 · 2009-2010 · 2010-2011 · 2011-2012 · 2012-2013 · 2013-2014 · 2014-2015 · 2015-2016 · 2016-2017 · 2017-2018 · 2018-2019 · 2019-2020 · 2020-2021 · 2021-2022 · 2022-2023 · 2023-2024 · 2024-2025